# Javier Velayos
Javier Velayos Rodríguez (Madrid, España, 6 de abril de 1987; 178 cm), conocido como Javier Velayos, es un futbolista español, que juega principalmente como lateral derecho, aunque en ocasiones ha ocupado otros puestos de la defensa. Jugó en el CFR Cluj Rumano donde militó con el dorsal número 2.

En agosto de 2016 fichó por el Racing Club de Ferrol. 
Javier Velayos es un lateral derecho rápido, incisivo y expeditivo, así como un buen pasador en sus internadas por la banda derecha. Es un jugador con mucho coraje y con una gran experiencia.

## Trayectoria

### Primeros años y Real Madrid Castilla
A los 10 años ingresó en las categorías inferiores del Real Madrid viniendo del club A.D. Villa Rosa, club del barrio de Hortaleza, llegando a ganar en el año 2006 la Champions Cup de la categoría juvenil participando en 34 partidos.

Javier Velayos fue avanzando en las categorías inferiores hasta debutar con el Real Madrid Castilla en la temporada 2006-2007 en la Segunda División de la Liga Española, el 14 de enero de 2007 frente al UD Almería. Durante esa temporada jugó nueve partidos con el equipo filial del Real Madrid.

Militó en el Real Madrid Castilla durante las temporadas 2007-2008, 2008-2009, y 2009-2010 participando en 29, 27 y 21 ocasiones respectivamente, y anotando dos goles en la temporada 2008-2009. 

Durante el verano de 2008 fue convocado junto al primer equipo del Real Madrid en su pretemporada en Irlanda. Durante esa temporada dispuso de dorsal inscrito en la Champions League (número 27) con el primer equipo, además de ser convocado en varias ocasiones. 

En el verano de 2010 firmó con el Getafe Fútbol Club B, compitiendo en la categoría de Segunda División de la liga y ayudando al equipo a mantener su recién adquirido paso a esta categoría, jugando 23 partidos y marcando dos goles. 

### Brasov
El 28 de julio de 2011, Javier Velayos firmó un contrato de dos años, con opción de un tercero, con el FC Brasov, equipo de la Liga I Rumana, utilizando el número 2 como dorsal.

En la temporada 2011/2012 participó en 26 partidos siendo titular en 23 de ellos. 

En la temporada 2012/2013 participó en 29 partidos siendo titular en 28 de ellos. 

### CFR Cluj
Las dos buenas temporadas que ha realizado en el Brasov le han permitido firmar por el poderoso y rumano CFR Cluj durante 4 temporadas desde la 2013/2014 hasta la 2017/2018, teniendo como meta cumplir sus dos principales objetivos: luchar por la consecución de títulos y también jugar en Europa. No obstante, en el verano de 2016 firmó por el Racing Club de Ferrol, abandonando el fútbol rumano.